# Ponlat-Taillebourg
Ponlat-Taillebourg település Franciaországban, Haute-Garonne megyében. Lakosainak száma 622 fő (2022. január 1.). Ponlat-Taillebourg Ausson, Clarac, Le Cuing, Loudet, Pointis-de-Rivière, Les Tourreilles és Franquevielle községekkel határos.

## Népesség
A település népességének változása:
| Lakosok száma | 357  | 383  | 461  | 574  | 602  | 630  | 619  | 596  | 600  | 622  |
|               | 1968 | 1982 | 1990 | 2006 | 2013 | 2015 | 2017 | 2019 | 2020 | 2022 |